# Оздоев, Зелимхан Магометович
Зелимхан Магометович Оздоев (род. 19 июня 1990) — российский дзюдоист, чемпион России 2018 года, бронзовый призёр летней Универсиады 2015 года в Кванджу в командном зачёте, серебряный призёр чемпионатов Европы и мира в командном зачёте, мастер спорта России международного класса.

## Карьера
Выступал в весовых категориях до 66 и 73 кг. Представляет спортивный клуб «Динамо» (Назрань). Живёт в Назрани. Его тренерами были Константин Философенко, М. Н. Камурзаев и М. А. Марьенков. С 2011 года является членом сборной команды России по дзюдо.
Чемпион Европы 2011 года среди молодёжи в категории до 73 кг (Тюмень).